# هرتیک
هرتیک (انگلیسی: Heretic) یک بازی ویدئویی در سبک تیراندازی اول شخص است که توسط اید سافتور و در سال ۱۹۹۴ برای پلتفرم‌های لینوکس و داس منتشر شد.